# I Dreamed a Dream
Az I Dreamed a Dream Susan Boyle skót énekes első lemeze. 2009. november 23-án a Sysco Music gondozásában jelent meg az Egyesült Királyságban, majd egy nappal később, a Columbia Records kiadásában a Egyesült Államokban.
Az I Dreamed a Dream az Amazon.com-on 2009. szeptember 4-én, a tervezett megjelenés előtt három hónappal a legtöbbet előrendelt lemez lett. Nagy-Britanniában a lemez 411 820 elkelt példánnyal minden idők legnagyobb példányszámban eladott debütáló albuma lett, megelőzve az addig listavezető Leona Lewis Spirit című lemezét. Az I Dreamed A Dream 1. helyen nyitott az amerikai Billboard 200 listán. Az első héten 701 000 példány kelt el. Ezzel a Nielson Soundscan korában a legtöbb példányban az első héten elkelt, szóló női énekesként rögzített lemez kategóriában felállított rekordot döntötte meg. Az I Dreamed A Dream lett 2009 legjobb kezdőhetét magáénak tudó lemeze. Ebben Eminem 608 000 példányban elkelt Relapse című lemezét előzte meg. Susan Boyle hivatalos honlapján december 8-án megjelent cikk szerint az I Dreamed A Dream addig világszerte összesen több mint 5 millió példányban kelt el.

## Előzmények és elképzelések
2008 augusztusában Boyle jelentkezett a Britain's Got Talent harmadik sorozatának egyik meghallgatására. A Glasgowban megtartott előválogató után bejutott a következő fordulóba is. Mikor Boyle először szerepelt a sorozatban a város Clyde Auditoriumában, azt mondta, olyan híres musicalénekes akar lenni, mint amilyen Elaine Paige. Boyle a Britain’s Got Talent harmadik fordulójának első részében a Nyomorultak "Álmodtam én egy álmot" című dalát énekelte el angolul. (Angol címe I Dreamed a Dream.) A televíziós adást 2009. április 11-én a vetítéskor több mint 10 millióan nézték meg. Amanda Holden megjegyezte, hogy a közönség a kezdetekkor cinikusan viszonyult magához az előadóhoz, de a végén előadása a legmeggyőzőbb riadó volt, amit valaha láttak. A YouTube-on az előadásáról megjelent legnépszerűbb felvételt 72 óra alatt 2,5 millióan nézték meg. Egy hét alatt az előadást több, mint 66 millió alkalommal nézték meg, s ezzel online szinten rekordot döntött.
Annak a 40 előadónak az egyike lett, aki bejutott a középdöntőbe. A 2009. május 24-i első elődöntőben kapott helyet, ahol utolsóként került a színpadra. Itt a Macskák című musical "Memory" című dalát adta elő.. A közönségszavazáson ő kapta a legtöbb szavazatot, s így bejutott a döntőbe. Egyértelműen őt gondolták a verseny reménybeli győztesének, de a Diversity mögött a második helyen végzett.
A döntőt követő napon Boyle-t bevitték a The Priorybe, egy magánkézben lévő londoni pszichiátriára. A TalkbackThames így számolt be a történtekről: "A szombat esti műsor után Susan fizikailag és érzelmileg kimerült." Kórházi tartózkodása nagy visszhangot váltott ki, többek között Gordon Brown brit miniszterelnök is jobbulást kívánt neki. A kórházi felvételt követő ötödik napon hagyta el Boyle az intézetet, s bejelentette, hogy szívesen részt vesz a BGT turnéján.
A turnén való részvételét követően azonnal nekilátott a lemezén szereplő dalok felvételéhez. 300 filmből és musicalből saját maga válogatta össze a feléneklendő dalokat. Így eredetileg szerepelt a listán például a Titanic betétdala, a "My Heart Will Go On", és a Memory, a Macskák betétdala. Ezek a dalok azonban nem szerepelnek a lemezen. Helyet kapott viszont a címadó "I Dreamed a Dream", amit a BGT-n is énekelt, valamint a "Cry Me a River", amit 1999-ben egy jótékonysági lemezre énekelt fel először. Szerepel még rajt Madonna 1995-ös "You'll See" című dala, s van rajt egy eredeti felvétel is, Audra Mae "Who I Was Born to Be" című dala.
A lemezről megjelenő első kislemez a "Wild Horses", egy olyan dal, melyet eredetileg a The Rolling Stones vett fel. Boyle így jellemezte, miért ezt a dalt választotta a kislemez egyik dalának: "Hogyan másképp lehetne segíteni, mint hogy szerepelünk egy ilyen népszerű témában? A Council Estates között eltöltött gyermekkorom emlékeit, a szegénységet és a szenvedést idézi fel bennem az első versszak. Irónia és keserűség – Az egyik személyes kedvencem. Szabadjára tudom vele engedni az emlékeimet."
A felvételt több stúdióban készítették el. A zenekar felvételeit a londoni Air Studiosban, a kórus énekét a Sphere Studiosban Ronan Phelan közreműködésével készítették, a mixelés pedig a szintén londoni Rokstone Studiosban készült.

## Beharangozó
2009. szeptember 16-án Boyle az America’s Got Talent negyedik sorozatának döntőjében előadta a "Wild Horses" dalt. Ez számít az amerikai debütálásának. A műsort az NBC 2009. szeptember 16-án levetítette, s az Államokban 15,53 millióan,. Kanadában pedig 14,47 millióan látták. November 10-én az "I Dreamed a Dream" dalt énekelte el a Dancing with the Stars, műsorában, miközben Chelsie Hightower és Tony Dovolani táncolt. A "Wild Horses" dalt az Egyesült Királyságban, az X Factor című tehetségkutató műsor 6. sorozatában is előadta. Mariah Carey szintén elénekelte az "I Want to Know What Love Is". Ezt a legnézettebb időszakban 16,9 millióan látták.
Boyle november 22-én az amerikai NBC állomás Today Show nevű, népszerű reggeli televíziós műsorában énekelt. Az előadásra a műsor stúdióján kívül, a New York-i Rockefeller Plazában került sor. Boyle itt előadta az "I Dreamed a Dream" és a "Wild Horses" dalokat. A "Cry Me a River" számot 1999 óta először énekelte el nyilvánosan. Az előadás után Susan rajongóival közösen vett részt egy ebéden, ahol egy kézzel készített dunyhát kapott tőlük. Több mint száz ember segített a dunyha elkészítésében. Voltak közöttük résztvevők az Egyesült Királyságból, az USA területéről, Mexikóból, Lengyelországból, Japánból és az Antarktiszról.

### Kritikai fogadtatása
Az I Dreamed a Dream kezdeti kritikai fogadtatása közepesnek volt mondható. A Metacritic összesített listáján, melyen hét kritika súlyozott átlaga szerepel, a lemez a maximálisan megszerezhető 100 pontból 57-et ért el.

## A számok listája
| #   | Cím                                                   | Szerző(k)                                                                | Eredeti előadó                    | Hossz |
| --- | ----------------------------------------------------- | ------------------------------------------------------------------------ | --------------------------------- | ----- |
| 1.  | Wild Horses                                           | Mick Jagger, Keith Richards                                              | The Rolling Stones                | 4:55  |
| 2.  | I Dreamed a Dream                                     | Claude-Michel Schönberg, Alain Boublil, Herbert Kretzmer                 | Patti LuPone, from Les Misérables | 3:11  |
| 3.  | Cry Me a River                                        | Arthur Hamilton                                                          | Julie London                      | 2:43  |
| 4.  | How Great Thou Art                                    | Carl Boberg                                                              | Christian Hymn                    | 3:13  |
| 5.  | You'll See                                            | Madonna, David Foster                                                    | Madonna                           | 4:43  |
| 6.  | Daydream Believer                                     | John Stewart                                                             | The Monkees                       | 3:20  |
| 7.  | Up to the Mountain                                    | Patty Griffin                                                            | Patty Griffin                     | 3:32  |
| 8.  | Amazing Grace                                         | John Newton                                                              | Christian Hymn                    | 3:35  |
| 9.  | Who I Was Born to Be                                  | Audra Mae, Mark Linn-Baker, Johan Fransson, Tobias Lundgren, Tim Larsson | –                                 | 4:10  |
| 10. | Proud                                                 | Steve Mac, Wayne Hector, Andy Hill                                       | Matthew Thomas (Britannia High)   | 3:22  |
| 11. | The End of the World                                  | Arthur Kent, Sylvia Dee                                                  | Skeeter Davis                     | 3:16  |
| 12. | Silent Night                                          | Josef Mohr, Franz Xaver Gruber                                           | Christian Christmas Hymn          | 3:00  |
| 13. | Wings To Fly (翼をください) (Csak a japán változaton) | Micsio Jamagami, Kunihiko Murai                                          | Akai Tori                         | 3:57  |

## Kereskedelmi eredmények
A Daily Mail szerint az I Dreamed a Dream lemezből csak az első nap több mint 134 000 példányt adtak el az Egyesült Királyságban. Ez a szám november 27-re elérte a 300 000 példányt. A megjelenés hetének végéig 411.820 példányban kelt el a lemez. Ezzel ez lett a legnagyobb példányszámban elkelt debütáló CD az országban. A harmadik héten 274 000 darabos eladással egymás után a harmadik héten maradt a slágerlisták élén. Az album Ausztráliában a slágerlisták 1. helyén nyitott, első héten 36 474 példány kelt el belőle, s a megrendelt 280 000 darabbal már az első héten négyszeres platinalemez lett. Új-Zélandon a lemez háromszoros platinalemez lett, amit azzal ért el, hogy megjelenését követően egy hét alatt több mint 45 000 példányban kelt el, s ezzel listavezetővé vált. Két hét alatt hatszoros platinalemez lett. Ezzel egyben Új-Zéland legnagyobb példányszmámban elkelt debütáló lemeze is lett. Japánban az Oricon összehasonlít listán 5. helyen nyitott, s az első héten nagyjából 36 000 példáy kelt el. Az Egyesült Államok Billboard 200-as listáján 1. helyen nyitott, amit nagyjából 701 000 eladott példánnyal ért el. Ezzel a SounScan korszak leginkább keresett debütáló albuma lett, s megelőzte Ashanti első héten elért 503 000 darabos rekordját. Ezzel ebből a lemezből adták el egy hét alatt a legtöbb darabot 2009-ben az Egyesült Államokban. Előtte ezt a címet 608 000 eladott példányszámmal Eminem Relapce lemeze tudhatta magáénak. A második héten az album a legkeresettebbek között volt, s 527 000, majd a harmadik héten további 587 000, majd a negyedik héten az első heti adattól csak 50 000-rel elmaradt 659.382 darabos elkelt példányszámával az I Dreamed a Dream lett a leggyorsabban platinalemezt elért debütáló album. Ezalatt az idő alatt több mint 2 400 000 másolat kelt el. Világszerte 3 hét alatt 3 millió darab kelt el belőle.

## Listák, eladások és helyezések
| Lista (2009)                  | Legjobb helyezés |
| ----------------------------- | ---------------- |
| Argentin Slágerlista          | 1                |
| Ausztrál Slágerlista          | 1                |
| Belga Slágerlista (Flandriai) | 4                |
| Belga Slágerlista (Vallóniai) | 4                |
| Canadian Albums Chart         | 1                |
| Dél-afrikai Slágerlista       | 2                |
| Holland Slágerlista           | 2                |
| Finn Slágerlista              | 12               |
| Francia Slágerlista           | 8                |
| Német Slágerlista             | 3                |
| Mahasz                        | 6                |
| Ír Slágerlista                | 1                |
| Olasz FIMI Slágerlista        | 21               |
| Japán Orikon Lista            | 3                |
| Mexikói Slágerlista           | 10               |
| Új-Zélandi Slágerlista        | 1                |
| Norvég Slágerlista            | 5                |
| Lengyel Slágerlista           | 23               |
| Portugál Slágerlista          | 16               |
| Spanyol Slágerlista           | 10               |
| Svéd Slágerlista              | 3                |
| Svájci Slágerlista            | 1                |
| Brit Slágerlista              | 1                |
| USA Billboard 200             | 1                |

| Régió              | Minősítő | Minősítés  | Értékesítés |
| ------------------ | -------- | ---------- | ----------- |
| Argentína          | CAPIF    | Arany      | 20 000+     |
| Ausztrália         | ARIA     | 7× Platina | 490 000+    |
| Franciaország      | SNEP     |            | 22.499      |
| Kanada             | CRIA     | 2×Platina  | 178 000     |
| Japán              | RIAJ     |            | 87.801      |
| Új-Zéland          | RIANZ    | 9× Platina | 135 000+    |
| USA                | RIAA     |            | 2 400 000   |
| Egyesült Királyság | BPI      |            | 1.342.331   |

| Előző JLS                                  | Ír Slágerlista legjobb lemezek 2009. november 27- 2009. december 17. | Következő Crazy Love Michael Bublé |
| Előző Justin Bierber My World              | Kanadai Slágerlista legjobb lemezek 2009. december 12. –             | Következő Jelenleg is              |
| Előző Rated R Rihanna                      | Svájcu Slágerlista legjobb albumok 2009. december 13 -               | Következő Jelenleg is              |
| Előző Powderfinger Golden Rule             | ARIA Slágerlista legjobb lemezek 2009. november 29 –                 | Következő Jelenleg is              |
| Előző Echo Leona Lewis                     | Brit Slágerlista legjobb lemezek 2009. november 29. –                | Következő Jelenleg is              |
| Előző The System Is A Vampire Shapeshifter | Új-Zélandi Slágerlista legjobb lemezek 2009. november 30–            | Következő Jelenleg is              |
| Előző John Mayer Battle Studies            | U.S. Billboard 200 legjobb lemezek 2009. december 12 –               | Következő Jelenleg is              |

## Stáb
Támogató zenészek
- String Session Orchestra – Zenekar és kórus
- John Baker – másoló
- LJ Singers and Lawrence Johnson – kórus.
- Dave Arch – zongora és Hammond-orgona
- Chris Laws és Ralph Salmins – Dobok
- John Parricelli – gitárok
- Steve Mac – billentyűs hangszerek, zongorák és szintetizátorok
- Mae McKenna – vokál

Személyzet
- Steve Mac – producer, rendező
- Chris Laws & Dann Pursey – hangmérnök
- Chris Laws – Pro Tools
- Ren Swan – hangkeverés
- Nick Carvonaro és Fiona Cruickshank – asszisztencia

String Orchestra
- David Arch és Isobel Griffiths – elrendezés
- Geoff Foster, Chris Barrett & Steve Orchard – hangfelvétel
- Nick Carvonaro and Fiona Cruickshank – asszisztencia
- Ronan Phelan – kúrusfelvétel
- Rolf Wilson – vezető

Musicalvendégek
- Franc Ricotti – vibrafon (‘Cry Me A River’)
- Steve Pearce – Basszus (‘Who I Was Born To Be’)

## Fordítás
- Ez a szócikk részben vagy egészben  az   I Dreamed a Dream (album) című angol Wikipédia-szócikk ezen változatának fordításán alapul.  Az eredeti cikk szerkesztőit annak laptörténete sorolja fel. Ez a jelzés csupán a megfogalmazás eredetét és a szerzői jogokat jelzi, nem szolgál a cikkben szereplő információk forrásmegjelöléseként.